# ハラオカメコオロギ
ハラオカメコオロギ（原阿亀蟋蟀、Loxoblemmus campestris）は、バッタ目（直翅目）コオロギ科の昆虫の一種。
単にオカメコオロギと言えば本種を指す。

## 分布
日本（北海道、本州、四国、九州、種子島）、中国。

## 形態
体長13-18mm。オス成虫の頭部顔面が扁平で、かつ前傾しているのが最大の特徴である。標準和名にある「オカメ」は、この扁平な頭部の輪廓下半分が下膨れ気味で、「おかめ」を連想させることに由来する。

## 生態
農耕地や空地、草地などに生息する。出現期は8-10月。「リ・リ・リ・リ・リ…」とミツカドコオロギより弱く、ややゆっくりしたテンポで鳴く。
昼間、草の根際に潜み、夜になると出歩いて餌を探す。雑食性で、植物の実や葉、小動物の死骸などを食べる。
羽化したばかりの個体には後羽が付いており、これを用いて良く飛ぶ。また灯火にも良く飛来する。
暫く経つと後ろ足を使って自ら後羽を抜き取り、本格的な繁殖行動に移る。
メスの気配を感じたオスは誘い鳴きでメスを誘う。オスの誘いに応じたメスはそのままオスの背に乗り、交尾が行われる。オスからメスに精球が渡されると、交尾は終了する。受精卵が成熟するとメスは土中に産卵し、卵は翌年の5-6月に孵化する。

## 近似種
- モリオカメコオロギ L. sylvestris
- タンボオカメコオロギ L. aomoriensis